# Method Man (piosenka)
Method Man (znany również jako M-E-T-H-O-D Man) – debiutancki klip amerykańskiego zespołu Wu-Tang Clan, z płyty Enter the Wu-Tang (36 Chambers) wydany 9 listopada 1993 roku. Utwór wykonywany przez Method Mana stał się szybko hitem na amerykańskim rynku. Według magazynu The Source utwór znalazł się na liście 100 najlepszych singli rapowych.